# Rudolph Sauerwein

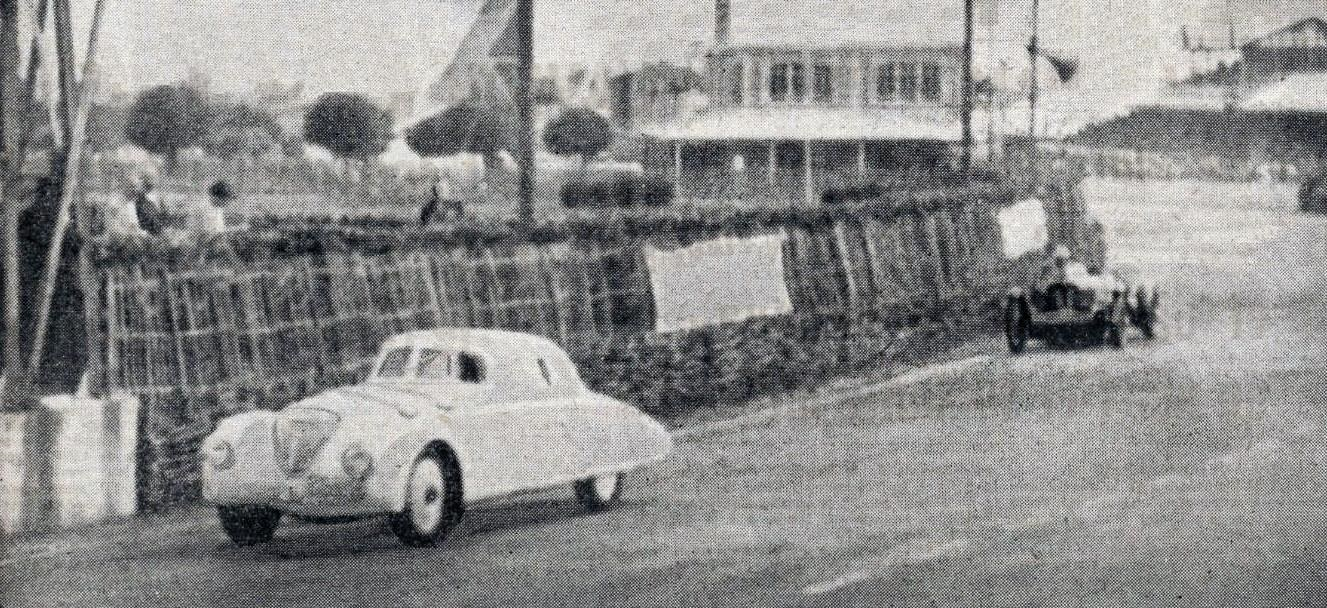
Der von Rudolph Sauerwein beim 24-Stunden-Rennen von Le Mans 1937 gefahrene Adler Super Trumpf Rennlimousine

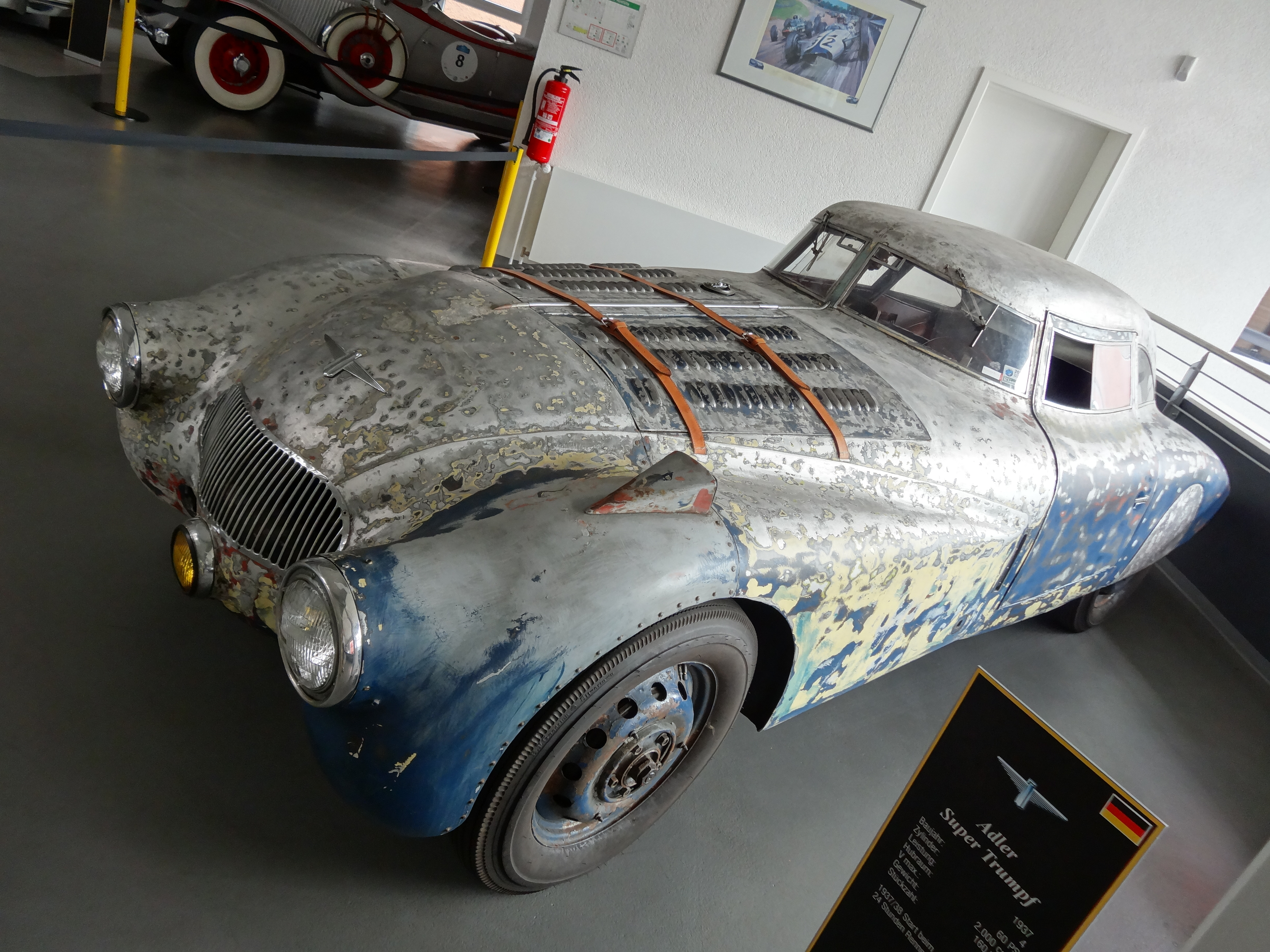
Ein Adler-Super-Trumpf-Rennwagen, der 1937 und 1938 in Le Mans an den Start ging.

Rudolph Hermann „Rudi“ Sauerwein, auch Rudolf Sauerwein, (* 22. Dezember 1900 in Mainz; † 5. Juni 1956 in Bad Homburg vor der Höhe) war ein deutscher Automobilrennfahrer.

## Werdegang
Rudolph Sauerwein begann seine Rennfahrerkarriere Anfang der 1930er-Jahre. Beim Eifelrennen 1930 auf der Südschleife des Nürburgrings startete er auf einem Bugatti Type 44 und musste nach drei Runden aufgeben.
In der zweiten Hälfte der 1930er-Jahre trat er für das Werksteam der Adlerwerke auf Adler-Trumpf-Rennwagen bei Sportwagenrennen an. So belegte er im Juni 1936 bei einem Rennen im portugiesischen Vila Real den dritten Rang. Außerdem war er zwischen 1936 und 1938 beim 24-Stunden-Rennen von Le Mans sowie 1936 und 1938 beim 24-Stunden-Rennen von Spa-Francorchamps an den Start. Außerdem ist ein Rennstart auf Impéria 1938 bei einem Rennen in Antwerpen, Belgien verzeichnet. In Le Mans gelang ihm 1937 und 1938 im Team mit Petar Graf Orssich jeweils Rang sechs sowie der Klassensieg. In Spa erreichte das Team Orssich/Sauerwein 1936 Rang sieben und den Klassensieg, 1938 fiel es nach einem Unfall aus.
1939 bestritt Sauerwein auf einem BMW 328 die Rallye International des Alpes Françaises und wurde Fünfter der Klasse bis 2000 cm³ Hubraum.
Als nach dem Zweiten Weltkrieg die Rennaktivitäten in Europa wieder aufgenommen wurden, war Sauerwein für Porsche aktiv. 1951 kehrte er nach Le Mans zurück. Der Werks-Porsche 356/4 SL Coupe mit 1,1-Liter-Motor Sauerweins, der zusammen mit dem Franzosen Robert Brunet ein Team bildete, konnte wegen nach einem Trainingsunfall allerdings nicht zum Langstreckenrennen antreten.
Im Jahr 1953 wurde Rudolph Sauerwein zusammen mit Beifahrer Max Nathan auf einem Werks-Porsche 356 1500 Zweiter bei der Coupe des Alpes. Im Ziel mussten die beiden nur ihren Porsche-Teamkollegen Helmut Polensky/Walter Schlüter den Vortritt lassen.
Rudolph Sauerwein verunglückte Anfang Juni 1956 bei der ADAC Taunus Rally schwer und erlag am 5. Juni 1956 im Alter von 55 Jahren im Krankenhaus in Bad Homburg vor der Höhe den dabei erlittenen Verletzungen.

## Statistik

### Le-Mans-Ergebnisse
| Jahr | Team  | Fahrzeug                         | Teamkollege        | Platzierung            |
| ---- | ----- | -------------------------------- | ------------------ | ---------------------- |
| 1937 | Adler | Adler Super Trumpf Rennlimousine | Petar Graf Orssich | Rang 6 und Klassensieg |
| 1938 | Adler | Adler Super Trumpf Rennlimousine | Petar Graf Orssich | Rang 6 und Klassensieg |

## Verweise